# Hrybany
Hrybany (biał. Грыбаны; ros. Грибаны, pol. hist. Hrybany) – wieś na Białorusi, w obwodzie mohylewskim, w rejonie mohylewskim, w sielsowiecie Mastok, nad Rudzieją i przy drodze republikańskiej R123.
Wieś ekonomii mohylewskiej w drugiej połowie XVII wieku. 
Do 1917 położone były w Rosji, w guberni mohylewskiej, w powiecie horeckim. Następnie w granicach Związku Sowieckiego. Od 1991 w niepodległej Białorusi.